# Afera barażowa
Afera barażowa – medialne określenie nieprawidłowości związanych z degradacją do II ligi piłkarskiej klubu  Szczakowianka Jaworzno w 2003 roku.
Wydział Dyscypliny PZPN (WD) uznał, że spotkanie rewanżowe dwumeczu barażowego o prawo do gry w ekstraklasie w sezonie 2003/2004 pomiędzy Szczakowianką Jaworzno z Lukullusem Świt Nowy Dwór Mazowiecki rozegrane 22 czerwca 2003 (uzyskany w meczu wynik 3:0 premiował drużynę Szczakowianki; sędzia Antoni Fijarczyk) zostało sprzedane przez siedmiu piłkarzy Lukullusa. W wyniku tego sześciu oskarżonych zawodników 31 lipca 2003 zostało zdyskwalifikowanych dożywotnio: Rafał Ruta, Grzegorz Miłkowski, Marek Zawada, Adam Warszawski, Maciej Krzętowski i Maciej Lewna. Na rok został zawieszony Boris Peškovič – jedyny z siódemki zawodników Lukullusa, który przyznał się do winy. Walkowerem ukarano klub z Jaworzna, który w efekcie został zdegradowany do drugiej ligi. Dodatkowo odjęto mu na starcie rozgrywek 10 punktów.
Zaskarżona przez Szczakowiankę decyzja WD została podtrzymana przez Najwyższą Komisję Odwoławczą PZPN (NKO), ponadto skrócono dożywotnie dyskwalifikacje zawodników Świtu do dwóch lat. Szczakowianka odwołała się od tego rozstrzygnięcia do Trybunału Arbitrażowego ds. Sportu przy PKOI. Ten w grudniu 2003 roku uchylił w całości decyzję PZPN.
Wobec powyższego Związek złożył skargę do sądu cywilnego na wyrok Trybunału Arbitrażowego. Zgodnie z procedurami sprawa trafiła do ponownego rozpatrzenia do WD PZPN, gdzie podtrzymano poprzednie orzeczenie. Odwołanie klubu do NKO także nie zmieniło wcześniejszych jej decyzji, więc kary zostały ponownie zaskarżone przez klub do Trybunału Arbitrażowego. W listopadzie 2005 Trybunał Arbitrażowy po raz drugi je uchylił, tym razem, z powodu przedawnienia się karalności czynów. Od tej decyzji PZPN złożył skargę kasacyjną do Sądu Najwyższego RP, która została w całości odrzucona.
9 maja 2007 przed warszawskim Sądem Okręgowym rozpoczął się proces, w którym syndyk masy upadłościowej SSA Szczakowianka żądał od PZPN kwoty 9 089 568 złotych, jako rekompensaty za utracone przez klub wpływy od sponsorów, za prawa do transmisji meczów w telewizji Canal+ oraz ze sprzedaży biletów, co w konsekwencji miało doprowadzić do bankructwa spółki. 31 stycznia 2008 sąd pierwszej instancji oddalił w całości roszczenia powoda i dodatkowo obciążył go kosztami procesu. 6 listopada 2008 Sąd Apelacyjny podtrzymał decyzję Sądu Okręgowego w Warszawie o odrzuceniu w całości roszczeń Szczakowianki Jaworzno wobec Polskiego Związku Piłki Nożnej.